# هايكو هيرليتش
هايكو هيرليتش (بالألمانية: Heiko Herrlich) مواليد 3 ديسمبر 1971 في مانهايم، ألمانيا الغربية، هو لاعب كرة قدم ألماني دولي سابق كان يلعب كمهاجم. لعب خلال مسيرته 258 مباراة سجل خلالها 75 هدفاً وحالياً هو مدرب لنادي باير ليفركوزن.

## مرحلة الشباب

### أندية لعب لها
- نادي فرايبورغ

## المسيرة الاحترافية

### أندية لعب لها
- باير 04 ليفركوزن
- بوروسيا مونشنغلادباخ
- بوروسيا دورتموند

## روابط خارجية
- هايكو هيرليتش على موقع الاتحاد الدولي (مؤرشف)  (الإنجليزية)
- هايكو هيرليتش على موقع الاتحاد الأوربي (الإنجليزية)
- هايكو هيرليتش على موقع الاتحاد الأوربي (الإنجليزية)
- هايكو هيرليتش على موقع قاعدة بيانات كرة القدم.إي يو (الإنجليزية)
- هايكو هيرليتش على موقع بيانات كرة القدم. دي إي (الألمانية)
- هايكو هيرليتش على موقع ناشيونال فوتبول تيمز (الإنجليزية)
- هايكو هيرليتش على موقع عالم كرة القدم.نت (الإنجليزية)